# Kisosztró
Kisosztró románul: Ostrovu Mic, falu Romániában, Erdélyben, Hunyad megyében.

## Fekvése
Hátszegtől délnyugatra fekvő település.

## Története
Kisosztró, Osztró nevét már 1360-ban említette oklevél archidiaconus de Oztro néven, majd 1436-ban p. Oztroh néven volt említve.
1450-ben már két Osztró nevű település is állt egymás közelében: p. Felsewoztro, Alsooztro néven.
1453, 1508, 1518-ban Ozthro formában említették. Innen ered az Osztói vagy Sárdi Haczaki család is (Ko).
1524-ben Ozthro-i Haczaky Gáspár Alsoozthro, Felsewozthro és Hobawycza birtokbeli részeit dézsmatartozás fejében zálogként lekötötte Szucsáki Sándorházi Tamás magister gyulafehérvári kanonoknak.
Későbbi névváltozatai: 1450-ben p. Felsewoztro, 1524-ben Felsewozthro, 1750-ben Osztrov, 1733-ban Osztrovul Mik, 1760–2 között Kis Osztro, 1854-ben Kis-Osztro, Ostrovu-Mic – Ostrovul 
Mic, 1808: Osztro (Kis-, Nagy-), Rodendorf, 1861-ben KisOsztró, Nagy-Osztró, 1888-ban Nagy-Osztró és Kis-Osztró, 1913-ban Nagyosztró és Kisosztró ismét 2 helység.

## Források

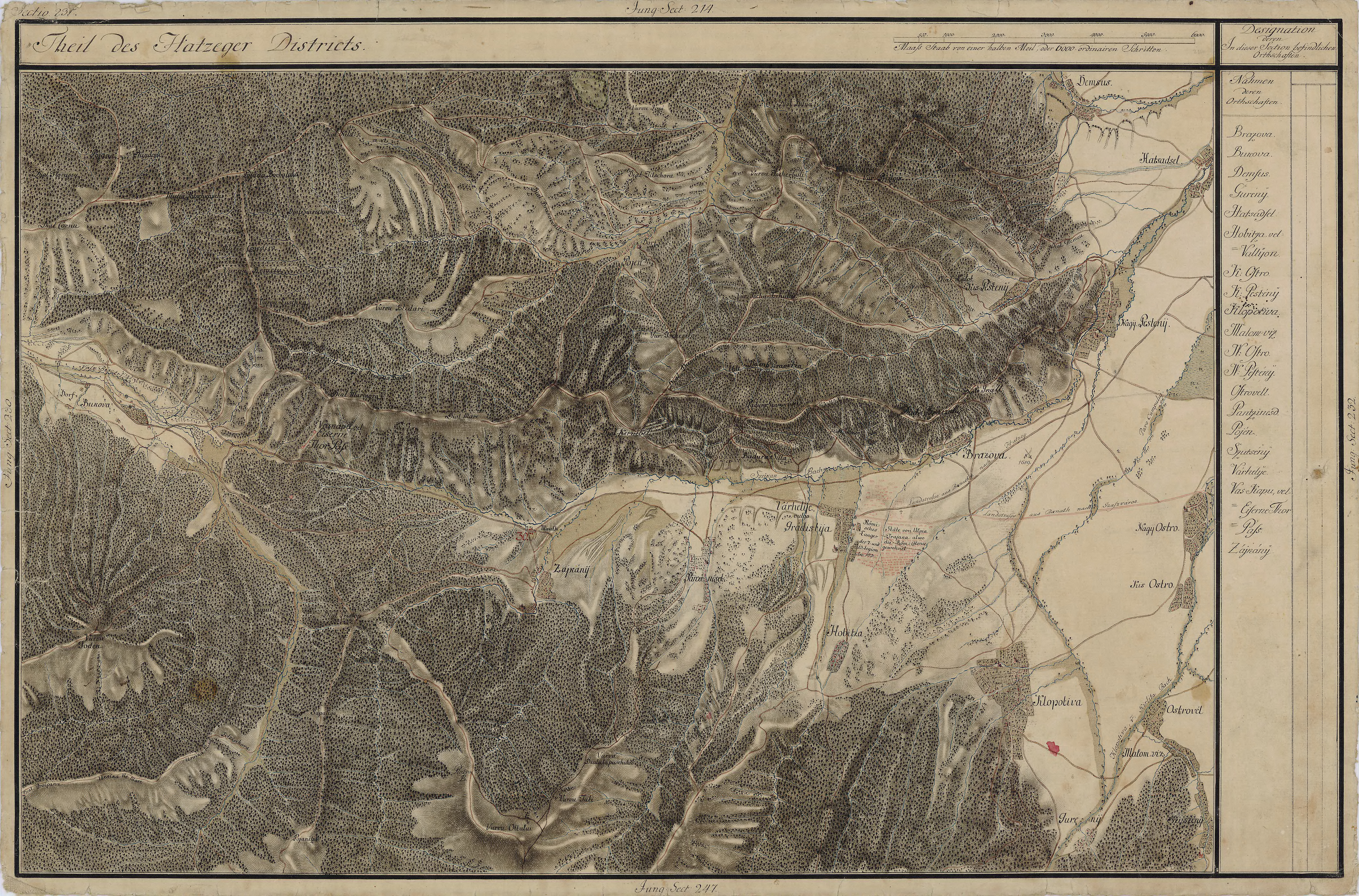
Kisosztró egy régi térképen.